# Aras de los Olmos
Aras de los Olmos – gmina w Hiszpanii, w prowincji Walencja, we wspólnocie autonomicznej Walencja, o powierzchni 76,04 km². W 2011 roku liczyła 420 mieszkańców.